# Illustrator
 For alternative betydninger, se Illustrator (flertydig). (Se også artikler, som begynder med Illustrator)
Illustrator er en tegner, der arbejder med at lave illustrationer.
Det vil sige billeder som forklarer, fortolker eller dekorerer en tekst eller et budskab.
Medierne en illustrator arbejder med kan være alt fra børnebøger, onlinespil til reklameannoncer.
Årligt uddeles Kulturministeriets Illustratorpris, som hædrer en særligt dygtig dansk illustrator.